# Saison 4 de Chicago Med
Chronologie
Saison 3 Saison 5
Cet article présente le guide des épisodes de la quatrième saison de la série télévisée américaine Chicago Med.

## Généralités
- Aux États-Unis, elle est diffusée depuis le 26 septembre 2018 sur le réseau NBC.
- Au Canada, elle est diffusée en diffusée sur le réseau Global.
- En Suisse, elle est diffusée depuis le 30 août 2019 sur RTS Un.
- En France, elle est diffusée depuis le 11 mars 2020 sur TF1.

## Distribution

### Acteurs principaux
- S. Epatha Merkerson (VF : Virginie Emane) : Sharon Goodwin, la directrice du Chicago Medical Center
- Colin Donnell (VF : Olivier Chauvel) : Dr Connor Rhodes, un chirurgien traumatologiste/cardiothoracique
- Oliver Platt (VF : Yann Guillemot) : Dr Daniel Charles, chef de psychiatrie
- Nick Gehlfuss (VF : Didier Cherbuy) : Dr William « Will » Halstead, chirurgien et frère du détective Jay Halstead
- Yaya DaCosta (VF : Stéphanie Hédin) : April Sexton, une infirmière
- Brian Tee (VF : Sylvain Agaësse) : Dr Ethan Choi, urgentiste, un ancien médecin de l'Armée
- Torrey DeVitto (VF : Véronique Desmadryl) : Dr Natalie Manning, une pédiatre
- Marlyne Barrett (VF : Emmanuelle Rivière) : Maggie Lockwood, chef des infirmières des urgences
- Norma Kuhling (VF : Barbara Beretta) : Dr Ava Bekker, un chirurgien traumatologiste/cardiothoracique

### Acteurs récurrents et invités
- Rachel DiPillo (VF : Delphine Rivière) : Dr Sarah Reese[1] (épisode 1)
- Ato Essandoh : Dr Isidore Latham, chef des chirurgien cardiothoracique
- Roland Buck III (VF : Adrien Larmande) : Dr Noah Sexton, frère d'April et étudiant en médecine
- Mekia Cox : Dr Robyn Charles
- Heather Headley : Gwen Garrett[2]
- Molly Bernard (VF : Caroline Lallau) : Elsa Curry[3]
- Colby Lewis : Terry McNeal[3]
- Ian Harding : Phillip Davis[4]
- C. S. Lee : Bernard 'Bernie' Kim

### Acteurs d'incursion
- De Chicago Fire
  - Eamonn Walker (VF : Thierry Desroses) : Chef Wallace Boden
  - Jesse Spencer (VF : Guillaume Lebon) : Capitaine Matthew Casey
  - Taylor Kinney (VF : Thomas Roditi) : Lt. Kelly Severide
  - David Eigenberg (VF : Franck Capillery) : Christopher Herrmann
  - Yuri Sardarov (VF : Olivier Augrond) : Brian « Otis » Zvonecek
  - Joe Minoso (VF : Loic Houdré) : Joe Cruz
  - Christian Stolte (VF : Paul Borne) : Randy « Mouch » McHolland
  - Kara Killmer (VF : Victoria Grosbois) : Sylvie Brett, ambulancière

- De Chicago Police Department
  - Jason Beghe (VF : Thierry Hancisse) : Sergent Henry « Hank » Voight
  - Jesse Lee Soffer (VF : Thibaut Belfodil) : Inspecteur Jay Halstead
  - Marina Squerciati (VF : Olivia Nicosia) : Inspecteur Kim Burgess
  - LaRoyce Hawkins (VF : Daniel Lobé) : Inspecteur Kevin Atwater
  - Patrick Flueger (VF : Sébastien Desjours) : Inspecteur Adam Ruzek
  - Jon Seda (VF : David Mandineau) : Inspecteur Antonio Dawson
  - Amy Morton (VF : Françoise Vallon) : Sergent Trudy Platt
  - Tracy Spiridakos (VF : Olivia Luccioni) : Inspecteur Hayley Upton

## Épisodes

### Épisode 1:Âme sœur
- États-Unis : 26 septembre 2018 sur NBC
- Canada : 27 septembre 2018 sur Global[5]
- Suisse : 1er octobre 2019 sur RTS Un
- Belgique : 6 décembre 2019 sur RTL-TVI
- France : 11 mars 2020 sur TF1

- États-Unis : 7,78 millions de téléspectateurs[6] (première diffusion)

### Épisode 2:Syndrome post-traumatique
- États-Unis : 3 octobre 2018 sur NBC
- Suisse : 30 août 2019 sur RTS Un
- Belgique : 6 décembre 2019 sur RTL-TVI
- France : 11 mars 2020 sur TF1

- États-Unis : 8,83 millions de téléspectateurs[7] (première diffusion)

### Épisode 3:Choix cornéliens
- États-Unis : 10 octobre 2018 sur NBC
- Suisse : 1er octobre 2019 sur RTS Un
- Belgique : 13 décembre 2019 sur RTL-TVI
- France : 18 mars 2020 sur TF1

- États-Unis : 8,15 millions de téléspectateurs[8] (première diffusion)

Jesse Lee Soffer (Jay Halstead)

### Épisode 4:Impasse
- États-Unis : 17 octobre 2018 sur NBC
- Suisse : 8 octobre 2019 sur RTS Un
- Belgique : 13 décembre 2019 sur RTL-TVI
- France : 18 mars 2020 sur TF1

- États-Unis : 7,71 millions de téléspectateurs[9] (première diffusion)

Jesse Lee Soffer (Jay Halstead)

### Épisode 5:Des secrets bien gardés
- États-Unis : 24 octobre 2018 sur NBC
- Suisse : 8 octobre 2019 sur RTS Un
- Belgique : 20 décembre 2019 sur RTL-TVI
- France : 25 mars 2020 sur TF1

- États-Unis : 7,68 millions de téléspectateurs[10] (première diffusion)

Jesse Lee Soffer (Jay Halstead)
Will doit entrer en action pour aider la police. Le Dr Manning s'occupe d'une jeune fille dont sa mère s'inquiète pour elle. Pendant ce temps, le Dr Choi prend en charge un patient pas comme les autres : le copain de sa sœur Emily. Il est saoul alors qu'il fait partie des Alcooliques Anonymes mais il cache une surprise aussi.

### Épisode 6:Un moindre mal
- États-Unis : 31 octobre 2018 sur NBC
- Suisse : 15 octobre 2019 sur RTS Un
- Belgique : 20 décembre 2019 sur RTL-TVI
- France : 25 mars 2020 sur TF1

- États-Unis : 7,77 millions de téléspectateurs[11] (première diffusion)

Jesse Lee Soffer (Jay Halstead)

### Épisode 7:Code orange
- États-Unis : 7 novembre 2018 sur NBC
- Suisse : 15 octobre 2019 sur RTS Un
- Belgique : 3 janvier 2020 sur RTL-TVI
- France : 1er avril 2020 sur TF1

- États-Unis : 8,42 millions de téléspectateurs[12] (première diffusion)

### Épisode 8:Ne pas réanimer
- États-Unis : 14 novembre 2018 sur NBC
- Suisse : 22 octobre 2019 sur RTS Un
- Belgique : 3 janvier 2020 sur RTL-TVI
- France : 1er avril 2020 sur TF1

- États-Unis : 7,53 millions de téléspectateurs[13] (première diffusion)

Jesse Lee Soffer (Jay Halstead)
Un homme et sa fille arrivent à l'hôpital après un accident avec une voiture. Leur état est critique mais la situation se complique quand les médecins découvrent un tatouage "Ne pas réanimer" sur le torse de l'homme.

### Épisode 9:Un amour fou
- États-Unis : 5 décembre 2018 sur NBC
- Suisse : 22 octobre 2019 sur RTS Un
- Belgique : 10 janvier 2020 sur RTL-TVI
- France : 8 avril 2020 sur TF1

- États-Unis : 7,91 millions de téléspectateurs[14] (première diffusion)

- Jesse Lee Soffer (Jay Halstead)

### Épisode 10:Ceux qui sont seuls
- États-Unis : 9 janvier 2019 sur NBC
- Suisse : 29 octobre 2019 sur RTS Un
- Belgique : 10 janvier 2020 sur RTL-TVI
- France : 8 avril 2020 sur TF1

- États-Unis : 8,54 millions de téléspectateurs (première diffusion)

- Jesse Lee Soffer (Jay Halstead)

### Épisode 11:Déni de réalité
- États-Unis : 16 janvier 2019 sur NBC
- Belgique : 17 janvier 2020 sur RTL-TVI
- France : 15 avril 2020 sur TF1

- Jesse Lee Soffer : Lt Jay Halstead

### Épisode 12:Actes et conséquences
- États-Unis : 23 janvier 2019 sur NBC
- Belgique : 17 janvier 2020 sur RTL-TVI
- France : 15 avril 2020 sur TF1

### Épisode 13:Des squelettes dans le placard
- États-Unis : 6 février 2019 sur NBC
- Belgique : 24 janvier 2020 sur RTL-TVI

### Épisode 14:Si c'était à refaire
- États-Unis : 13 février 2019 sur NBC
- Belgique : 24 janvier 2020 sur RTL-TVI

### Épisode 15:Unis face à la haine
- États-Unis : 20 février 2019 sur NBC
- Belgique : 31 janvier 2020 sur RTL-TVI

### Épisode 16:Chapitres clos
- États-Unis : 27 février 2019 sur NBC
- Belgique : 31 janvier 2020 sur RTL-TVI

### Épisode 17:Le Poids des choix
- États-Unis : 27 mars 2019 sur NBC
- Belgique : 7 février 2020 sur RTL-TVI

### Épisode 18:Toute vérité n'est pas bonne à entendre
- États-Unis : 3 avril 2019 sur NBC
- Belgique : 7 février 2020 sur RTL-TVI

### Épisode 19:Mon fils, ma bataille
- États-Unis : 24 avril 2019 sur NBC
- Belgique : 14 février 2020 sur RTL-TVI

### Épisode 20:À vouloir trop en faire
- États-Unis : 8 mai 2019 sur NBC
- Belgique : 14 février 2020 sur RTL-TVI

### Épisode 21:Parler ou se taire à jamais
- États-Unis : 15 mai 2019 sur NBC
- Belgique : 21 février 2020 sur RTL-TVI

### Épisode 22:À cœur vaillant rien d'impossible
- États-Unis : 22 mai 2019 sur NBC
- Belgique : 21 février 2020 sur RTL-TVI